# Houlkærskolen
Houlkærskolen er en folkeskole beliggende på Skaldehøjvej 14, i bydelen Houlkær, i Viborg. I 2021/22 var der 720 elever og i alt 60 lærerstillinger, 15 pædagoger og 30 klasser på skolen.[kilde mangler] Skolen blev indviet i 1978.

## Historie
Ved kommunalreformen i 1970 blev områderne øst for Viborgsøerne en del af den nye Viborg storkommune. Øst for Nørresø opstod den nye bydel Houlkær, hvor blandt andet Boligselskabet Viborg opførte boligkomplekset Asmildparken, nu omdøbt til Houlkærvænget. Komplekset består af mere end 500 lejligheder.
Overlund Skole var den eneste folkeskole øst for søerne, og dens elevtal steg fra 478 elever i 1970 til 954 elever i 1977, og behovet for en ny skole opstod. Politikerne var aldrig i tvivl om at den nye skole skulle placeres i Houlkær, og et område på Skaldehøjvej, umiddelbar øst for Viborg Gymnasium og HF, blev fundet egnet. 
I 1978 blev den nye skole indviet, og i alt 130 elever fordelt på 8 klasser fra børnehaveklasse til 3. klasse havde til huse i skolens første afsnit kaldet "Myretuen". Skolen blev løbene udbygget som en klyngeskole, hvor de forskellige afsnit blev bygget rundt om et stort fællesareal i midten. Efter Myretuen blev Kærnehuset, Klatten, Gøgereden, Kridthuset og slutteligt Slusen opført. Da skolen var fuldt udbygget i 1988, var der 549 elever fra børnehaveklassen til 10. klasse.
Fra den 1. august 2008 blev alle Viborg Kommunes 10. klasser placeret på Viborg Ungdomsskole. 